# صموئيل جاكمان بريسكود
صموئيل جاكمان بريسكود هو أول شخص من أصل أفريقي يُنتخب لعضوية برلمان باربادوس عام 1843. كما ساهم في تأسيس الحزب الليبرالي، الذي ضمّ أنصاره صغار مُلّاك الأراضي ورجال الأعمال والموظفين ذوي البشرة السمراء.
وقد أقرّ برلمان باربادوس منحه لقب "الرجل المثالي" والاحتفال بحياته في يوم الأبطال الوطني (28 أبريل) في باربادوس.